# Dicynodontoidea
De Dicynodontoidea zijn een infraorde van dicynodonte therapsiden die de dicynodont Dicynodon, Lystrosaurus en de Kannemeyeriiformes uit het Trias omvat, evenals tal van andere nauw verwante soorten. De naam werd bedacht in 1941 door de Amerikaanse paleontoloog Everett C. Olson als een infraorde, ondanks het gebruik van het typische achtervoegsel '-oidea' voor superfamilies. Dat zou betekenen dat Richard Owen (die het had over een familie Dicynodontia) noch Edward Drinker Cope (die Dicynodontidae benoemde) als nominale naamgever kan gelden
De groep werd later opnieuw als klade gedefinieerd in een fylogenetische context in 2009 door paleontoloog Christian F. Kammerer als de groep omvattend Dicynodon lacerticeps Owen, 1845 en alle soorten nauwer verwant aan Dicynodon dan aan Oudenodon bainii Owen, 1860 of Emydops arctatus (Owen 1876).